# ...e se domani
...e se domani è un film del 2005, diretto da Giovanni La Parola ed interpretato da Luca Bizzarri, Paolo Kessisoglu e Sabrina Impacciatore.

## Trama
Mimì Rendano, un giovane siciliano trasferitosi da tempo in una città del Nord Italia, un giorno entra in una banca, armato di pistola, deciso a suicidarsi; ma, durante l'atto, cambia idea e decide di prendere in ostaggio clienti ed impiegati, minacciando tutti con la scusa di una bomba contenuta in una valigetta. Per desistere dall'intento, Mimì fa una strana richiesta: 5 milioni di euro ed un elicottero, con cui poter volare sulla città per spargere il denaro, da dare a tutte quelle persone a cui la banca ha rifiutato un credito... un modo per Mimì di vendicarsi delle banche, che a suo dire hanno rovinato la sua vita e la sua storia d'amore. Da questo momento, attraverso un flashback, vengono presentati tutti gli eventi che hanno portato Mimì a compiere questo gesto.
Dopo aver lasciato Avola, Mimì giunge al Nord e diventa impiegato di un commercialista. Un giorno aiuta una signora che ha problemi con la serratura della porta di casa, rivelando doti di bravo artigiano, occasione in cui fa amicizia con l'avvocato Matteo Cellario, vicino della donna. I due pranzano insieme praticamente ogni giorno, e l'emigrato siculo racconta al nuovo confidente la sua cotta di gioventù per una compagna di scuola, Caterina Lomunno detta Ketty, di cui non sa più niente. Con l'aiuto dell'avvocato Mimì apre una fabbrica di chiavi ma, avendo bisogno di qualcuno che capisca di contabilità e pratiche burocratiche, si ricorda di un altro suo compagno di scuola al paese, molto bravo con i calcoli: Giovanni. Decide di chiedergli aiuto e questi accetta e si trasferisce al Nord. Andandolo a prendere in aeroporto, Mimì scopre che Giovanni è accompagnato proprio da Ketty: i due si sono sposati anni prima e aspettano un figlio da tre mesi. Mimì la rivede così all'improvviso dopo anni. 
La fabbrica dei due va a gonfie vele per sei anni, finché Giovanni scopre di avere una grave malattia e muore poco dopo.
Ketty rimane così vedova, e Mimì inizia ad occuparsi di lei e della figlia Maria Assunta. Preso dall'entusiasmo verso gli investimenti, le concede anche un finanziamento per aprire una boutique di vestiti alla moda che però non rende bene. Anche l'azienda di chiavi e serrature naviga in cattive acque perché, venuto a mancare il socio, Mimì non riesce a districarsi nella parte amministrativo-burocratica e chiede quindi un prestito al Credito Nazionale ma la perfida direttrice glielo nega: tutto ciò, sommato agli alti e bassi della sua relazione nata da poco con Ketty, lo portano al folle gesto della banca che fa da inizio al film.
La trattativa con le forze dell'ordine giunge a un compromesso: se Mimì libera gli ostaggi, gli saranno dati un milione e ottocentomila euro più un elicottero. Durante le fasi finali della liberazione, il povero attentatore si auto-spara un colpo di pistola e viene conseguentemente arrestato: l'amico Matteo lo difende efficacemente dall'accusa di tentato omicidio, ma per la rapina e l'estorsione gli vengono affibbiati otto anni di galera. Considerando però che egli nella sua azione delittuosa era ispirato da un moto a suo modo di "giustizia sociale" e d'amore verso Ketty, il giudice tramuta la pena negli arresti domiciliari da scontare proprio a casa della Lomunno.
Convivendo, la storia tra Mimì e Ketty va per il verso giusto e i due danno alla luce una bambina, Emilia; pochi mesi dopo Mimì viene arrestato di nuovo, stavolta per evasione dagli arresti domiciliari, dopo essere corso in ospedale a vedere la nascita della figlia. Tuttavia l'uomo, pur essendo in carcere adesso è contento, perché nelle sue nuove figure di compagno e padre ha la consapevolezza di pensare e di essere pensato dalle persone che più ama. Inoltre, Matteo, che ha quasi sacrificato il suo matrimonio per Mimì, diventerà padre di un maschietto.

## Produzione

### Regia
La regia del film è affidata all'esordiente Giovanni La Parola. Nonostante la storia sia ambientato negli anni duemila, il regista ha detto che «la mia idea iniziale [era che] il film doveva essere un film anni sessanta, come quando si girava in bianco e nero». La Parola ha voluto dare una connotazione stilistica precisa alla pellicola, dichiarando che «anche se la storia è ambientata ai giorni nostri, ho ritenuto necessario creare una bolla, un micro-universo in cui inserire i personaggi per non distrarre lo spettatore con l'Italia di oggi [...] . C'è poi una nostalgia nella fotografia, nei colori leggermente slavati e pastello, che ci riporta agli esperimenti del technicolor dei primi film a colori degli anni sessanta».

### Sceneggiatura
Il titolo di lavorazione del film era La strana storia di Mimì Rendano.
Scritto da Armando Cillario e Francesco Piccolo, il film prende spunto da una storia vera accaduta a Milano nel 1997, raccontata da Cillario nel libro Il caso Gargano. Il produttore Beppe Caschetto ha visto il libro in libreria, ed ha deciso di trarne un film.
Poco prima dei titoli di coda, appaiono sullo schermo le conclusioni delle vicende dei "veri" protagonisti: Domenico Gargano, di cui Mimì rappresenta l'alter ego, è uscito di carcere nel 2005 dopo aver scontato otto anni di reclusione domiciliare mentre l'avvocato Cillario è andato in pensione.

### Cast
I protagonisti del film sono Luca e Paolo assieme a Sabrina Impacciatore. Paolo Kessisoglu ricopre anche in questo film la parte di un avvocato come nel precedente E allora mambo! del 1998, esordio cinematografico di Luca e Paolo; a proposito di questa coincidenza, Luca Bizzarri ha dichiarato «a me piace moltissimo che alla fine [di ...e se domani] io non paghi l'avvocato, mentre nella vita non capita mai. E il bello è che in più l'avvocato è Paolo! Nemmeno in E allora mambo! lo pagavo, e anche lì era sempre Paolo...». Kessisoglu ha invece detto del suo ruolo che «è un personaggio tirchio nell'animo, nei sentimenti, oltre che per quanto riguarda i soldi. È incapace di vivere ciò che ha», aggiungendo poi, a proposito della sua interpretazione, che «non saprei proprio dire che tecnica o che approccio abbia usato. Posso dire che gli ho costruito tutta una serie di piccoli tic che nel film si notano bene». Sabrina Impacciatore è stata invece una scelta del produttore Beppe Caschetto (già agente di Luca e Paolo), il quale, sulla scelta, ha detto che «[avevo] sempre desiderato [darle] un ruolo da protagonista». Per quanto riguarda il suo personaggio, la Impacciatore ha invece scelto lei stessa di caratterizzare il suo personaggio come una donna siciliana, imponendo giocoforza questa scelta anche al personaggio di Luca Bizzarri.
Completano il cast principale Marit Nissen, la quale ha detto «finalmente un film che mi rappresenta come una straniera senza sottolinearlo. Anche questa è una forma di integrazione e devo ringraziare tutti per questo», e Luigi Maria Burruano, assieme a Claudio Gioè, Andrea Marika Siviero, Ernesto Mahieux, Mita Medici e Paolo Sassanelli.

### Riprese
La pellicola, anche se non chiaramente specificato, è stata girata a Bologna per precisa volontà del produttore Beppe Caschetto, il quale era convinto che si potesse fare un film anche lontano da Roma.

## Colonna sonora
Le musiche originali del film, le quali anch'esse strizzano l'occhio alle sonorità degli anni sessanta, sono di Francesco Cerasi, e secondo il regista La Paola sono state così dettate dal fatto che «volevamo creare una certa suggestione che facesse concentrare lo spettatore solamente sui personaggi, senza dare particolari riferimenti o appigli spazio-temporali. Abbiamo preferito, anche attraverso un certo uso delle musiche, una forte stilizzazione del tutto».
Della colonna sonora del film fa parte il brano E se domani di Mina del 1964, che ha anche dato il titolo al film. Caschetto ha detto che non è stato poi molto difficile ottenere i diritti della canzone. A proposito di E se domani, La Parola ha rivelato che ha scelto questa canzone perché «è talmente bella che vorrei che fosse la canzone che ascolterò prima di morire».

## Distribuzione
La pellicola è stata presentata in anteprima in Francia all'Annecy cinéma italien il 1º ottobre 2005, e al Villerupt Italian Film Festival il 29 ottobre 2005. In Italia il film è stato distribuito da Medusa Film il 14 aprile 2006.

## Accoglienza
Il film non ha ricevuto critiche positive. Per Pietro Salvatori di movieplayer.it «è un film che si attorciglia su sé stesso, che non riesce ad esprimersi appieno in nessuna delle strade che tenta di amalgamare assieme. Un peccato, visto le potenzialità dei due protagonisti (che però al di fuori del proprio ruolo di duo televisivo rendono meno)», aggiungendo che «la tentazione di creare un ibrido, terreno pericolosissimo nell'assenza di solide basi, ha prevalso su tutto, facendo perdere di mordente tutto l'impianto visivo e narrativo».
Per Francesco Lomuscio di filmup.it «al di là del cast tutto sommato in forma [...] risultano alternati decisamente male i momenti seri e quelli esilaranti, tanto che spesso non si riesce a capire dove voglia andare a parare lo script, ulteriormente penalizzato da una messa in scena caratterizzata da look e tempi degni della peggior sit-com televisiva». In definitiva «alla fine, mentre la noia regna sovrana, tutto ciò che rimane da fare è ascoltare le belle, vecchie canzoni che compongono la colonna sonora».
Film.tv.it sottolinea invece in negativo la vicinanza del film ad un prodotto prettamente televisivo, dichiarando che «l'intento sarebbe la commedia grottesca (appunto) ma la timidezza dell'animo televisivo che pervade l'operazione impedisce ai toni di presentarsi nella loro faccia feroce. Malgrado gli sforzi (bravi gli interpreti, e soprattutto Sabrina Impacciatore, e volonterosa la regia), rimane il film che tutti volevano: da prime time su Italia 1, domenica 20:30, prima di Controcampo».

## Riconoscimenti
- Annecy cinéma italien 2005
  - Migliore interpretazione maschile (Luca Bizzarri, Paolo Kessisoglu)
  - Migliore interpretazione femminile (Sabrina Impacciatore)
  - Premio speciale della giuria (Giovanni La Parola)